# نسواتشیلی
نسواتشیلی (به چکی: Nesvačily) یک منطقهٔ مسکونی در جمهوری چک است که در ناحیه بروون واقع شده‌است. نسواتشیلی ۱۲۶ نفر جمعیت دارد.